# Zinnmarke

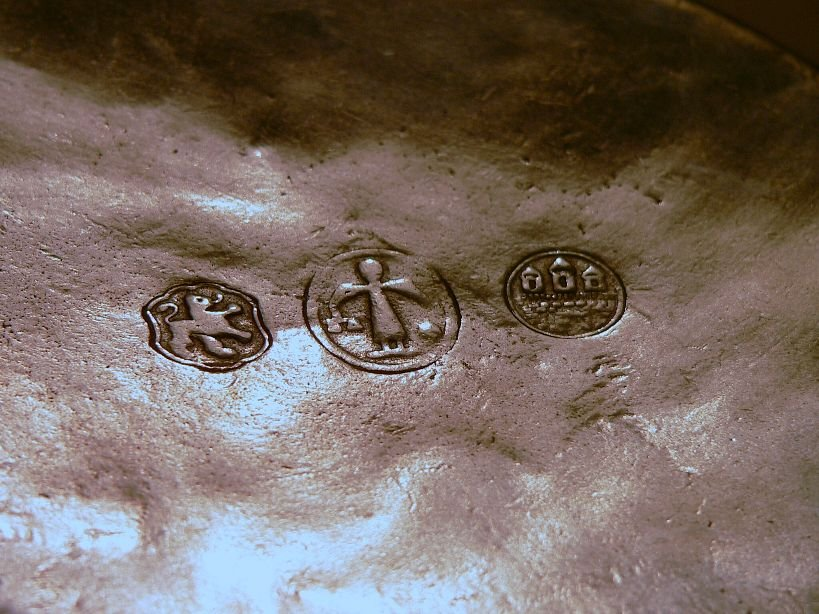
Zinnmarken auf einem Aschenbecher

Eine Zinnmarke ist ein vom Hersteller eingeschlagener Stempelabdruck, gelegentlich auch mitgegossen, auf Gegenständen aus einer Zinnlegierung. Sie macht nach regional und zeitlich unterschiedlichen Normen Angaben über den Zinngehalt der Legierung, kann Ort und Meisterbetrieb der Herstellung bezeichnen und auch eine Jahreszahl enthalten.
Die Zinnmarke ist sowohl für die Datierung als auch für die regionale Einordnung von Antiquitäten aus Zinn ein äußerst wichtiges Hilfsmittel. Sie entspricht ihrer Funktion nach den Silbermarken oder Porzellanmarken. Wie diese werden auch Zinnmarken gefälscht, um Nachahmungen als historische Stücke höheren Alters und damit als wertvolle Antiquitäten erscheinen zu lassen. 

## Geschichte
Das von den Zinngießern verwendete Metall enthielt immer auch andere Legierungsbestandteile, vor allem Blei. Blei war billiger, minderte aber die optische und mechanische Qualität sowie wegen seiner toxischen Wirkungen die Lebensmitteltauglichkeit der Erzeugnisse. Daher enthalten schon die ältesten Zunftordnungen der Zinngießer (Zürich 1371, Hamburg 1375) auch Vorschriften über den Reinheitsgrad. Reichseinheitliche Regelungen gab es nicht, alle Verordnungen galten für ein Territorium, meist aber für die jeweilige Stadt, wo sie von den Zünften aufgestellt und vom Rat genehmigt worden waren. Ihre Gültigkeit ist darüber hinaus abhängig von Zeit und Warenart. Die als Vorbild wirkende „Nürnberger Probe“ („Probe“ gleichbedeutend mit „Prüfung“) verlangte ein Verhältnis von maximal 1 Teil Blei auf 10 Teile Zinn; andere Städte forderten eine Mischung von 12:1 (Reval, Riga, Stettin 1534, Breslau 1399), 9:1 (Freiburg 1511), 8:1 (Lübeck 1633), 6:1 (Köln), 5:1 (Luzern 1481) oder 4:1 (Zürich 1371, St. Gallen 1426/31) oder differenzierte sie je nach Verwendungszweck der Gefäße und ihrer Bestandteile. 
| Bezeichnung | Bestandteile                                                           |
| --- | ---------------------------------------------------------------------- |
| Die Verbindlichkeit von Symbolen und Bezeichnungen gilt nicht für alle Orte und Zeiten. So gelten auch die Werte in dieser Tabelle nur mit einigem Vorbehalt. |                                                                        |
| Blockzinn | Zinn ohne Bleizusatz, ohne Altzinnzusatz                               |
| Klarzinn, CL, LZ | Sehr reines, wie aus England importiertes, nicht weiter legiertes Zinn |
| Kronzinn | 15 Teile Zinn: 1 Teil Blei                                             |
| Feinzinn, Feingut, Englisch Zinn Reichsprobe, Nürnberger Probe                                                                                                | 9 oder 10 Teile Zinn : 1 Teil Blei                                     |
| Englisch Zinn | z. T. auch: 100 Teile Zinn: 1 Teil Kupfer                              |
| Vollgut | 5 Teile Zinn: 1 Teil Blei                                              |
| Halbgut (Nürnberg) | 5 Teile Zinn: 1 Teil Blei                                              |
| Halbgut (norddeutsch) | 2½ Teile Zinn: 1 Teil Blei                                             |
| Mankgut | 3 Teile Zinn oder weniger: 1 Teil Blei                                 |

Um die Zinnwaren als den Vorschriften entsprechend zu kennzeichnen, wurden sie mit Schlagstempeln, Punzen, markiert („gemarkt“). Ähnlich wie bei den Silbermarken gab es zunächst Stadt- und Meistermarken, allerdings nicht so konsequent paarweise wie dort. Ursprünglich galt das Prinzip der Kontrolle durch eigens bestimmte Schaumeister. Doch schon bald benutzten die Zinngießer ihre eigenen Stadtstempel, die für alle Werkstätten am Ort mehr oder weniger ähnlich waren. Da lag es nahe, die Meisterinitialen gleich mit dem Stadtsymbol zu einem Stempelbild zu verbinden (Nürnberg, Augsburg, Bremen, Basel, Berlin, Köln u. a.). 
 In gewissen Fällen (Reliefzinn des 16. Jahrhunderts, Jugendstilzinn) sind die Marken nicht geschlagen, sondern mitgegossen. Zinnmarken sind bei Tellern unter dem Boden oder auf dem Rand, bei Gefäßen gern am Henkel oder im Deckel angebracht, manchmal betont sichtbar, manchmal bewusst unauffällig.
Jahreszahlen innerhalb der Markenzeichen, oft in zweistelliger Form, sind nur bedingt (nämlich als terminus post quem) für eine Datierung zu nutzen, sie verweisen auf das Jahr der Meisterwerdung oder den Erlass einer bestimmten Reinheitsverordnung, nicht notwendig auf das Entstehungsjahr. 
Vielerorts war ein Dreimarkensystem üblich, bei der Stadt- oder Meistermarke doppelt eingeschlagen wurde, was dann in der Regel eine bessere von mehreren möglichen Sorten bezeichnete. Oder man schlug das Landeswappen als dritten Stempel neben Orts- und Meistermarke (Württemberg 1559, Baden 1715).

Das lateinische Zahlzeichen „X“ (10) bedeutete in Sachsen ein Verhältnis von 1:10, auch galt dort der Stempel „CL“ als Bezeichnung für „clares und lauteres“ Zinn. Europäisch verbreitet war als Qualitätsmarke nach englischem Vorbild die gekrönte Rose. Sie ist zurückzuführen auf die Tudorrose, mit der aus England exportierte Zinnbarren markiert waren. Auch die auf das Herkunftsland des Zinns anspielenden Engelmarken werden oft mit den Initialen des Meisters und seit etwa 1800 mit seinem ausgeschriebenen Namen kombiniert. In der ersten Hälfte des 19. Jahrhunderts verlor das Zinngießerhandwerk an Bedeutung, die Zünfte wurden der Gewerbefreiheit geopfert, und so verloren auch die Marken ihren Sinn. Die Jahrzehnte um 1900 brachten mit dem Jugendstil auch einen Aufschwung des Kunsthandwerks und eine kurze Nachblüte des künstlerisch gestalteten Zinngeräts in wenigen größeren Werkstätten und Fabriken. Deren Marken, oft nicht mehr gepunzt, sondern mitgegossen, stehen denn auch, wie beim Kayserzinn, eher für Formqualität als für Materialreinheit. Es folgt ein endgültiges Absinken der Zinnproduktion in künstlerisch belanglose Dekorationsartikel und Stilkopien. Auf diesen angebrachte Marken haben, auch wenn sie historische Markenmotive aufgreifen, keinerlei Garantie- oder Kontrollfunktion mehr.

## Literatur

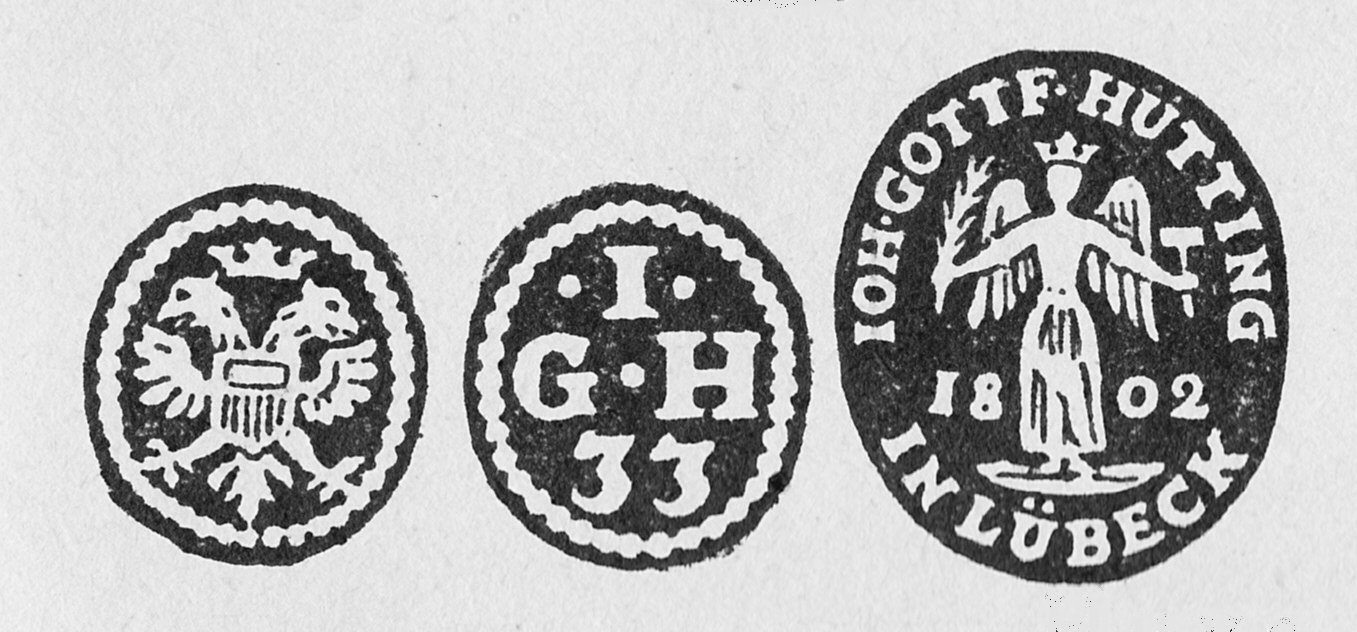
Lübecker Zinnmarken des J. G. Hütting: Stadtstempel, Meistermarke, Engelmarke. Nach 1802